# Harry McCracken
Harry McCracken est éditeur de technologie pour Fast Company et fondateur de Technologizer, un site Web sur la technologie personnelle. Il a été rédacteur en chef pour Time, couvrant la technologie, de février 2012 à juin 2014. McCracken est également un ancien rédacteur collaborateur de CNET.
McCracken était le rédacteur en chef de PC World jusqu'au 2 Juin 2008 ; il avait auparavant occupé d'autres postes de rédaction pendant dix ans.

## Biographie
Il a fait ses études dans les écoles publiques de Newton, dans le Massachusetts, à la Cambridge School of Weston et à l'Université de Boston, où il a obtenu un bachelor en arts mention histoire,.

## Controverses
Le 1er mai 2007, McCracken a démissionné brusquement dans des circonstances controversées. McCracken a démissionné brusquement parce que le nouveau PDG de PC World, Colin Crawford, a tenté de censurer une mauvaise critique sur Apple Inc. et Steve Jobs. Crawford a répondu, qualifiant les reportages des médias de la démission de McCracken d'"inexacts". McCracken dit à des collègues que IDG, l' éditeur de PC World «a fait pression sur lui pour censurer des histoires qui critiquaient des entreprises majeures. »,. Le 9 mai 2007, Crawford a été transféré dans un autre département et McCracken est revenu à PC World.

## Autres travaux
En plus de son travail dans un magazine informatique, McCracken a également été actif dans le domaine de l'animation, en tant que expéditeur central pour Apatoons et rédacteur en chef d' Animato! magazine. Il a également été co-modérateur du BIX Animation Forum, avec le regretté Emru Townsend. Il est également le webmaster du site Scrappyland, consacré au personnage de dessin animé de Charles Mintz Scrappy. Il a également contribué à Slate .

## Récompenses
McCracken a remporté de nombreux prix pour son travail éditorial. Il a reçu le prix Timothy White Award for Editorial Integrity d'American Business Media (ABM) en 2008, reconnaissant sa démission de principe en 2007. La même année, il a également remporté le prix de la meilleure chronique éditoriale d'ABM et figurait sur la liste des 40 influenceurs médiatiques du magazine Folio..

## Vie privée
McCracken a épousé Marie Domingo le 26 décembre 2010 Il est le frère de la romancière et enseignante Elizabeth McCracken.